# Issyk-kul
Issyk-kul (kyrgyzsky Ысыккөл, rusky Иссык-куль, znamená teplé jezero) je bezodtoké jezero na severu Ťan-šanu ve stejnojmenné oblasti severovýchodní části Kyrgyzstánu. Je to jedno z největších horských jezer na světě. Nachází se v mezihorské Issykkulské kotlině mezi hřbety Kungej-Alatau na severu a Terskej-Alatau na jihu. Má rozlohu 6236 čtverečních kilometrů, (podle jiných zdrojů 6 330). Je dlouhé 178 km a maximálně široké 60 km. Průměrnou hloubku má 278 m a maximální dosahuje 668 m (nebo až 702 m podle jiných zdrojů). Objem vody je 1738 km³. Povodí jezera Issyk kul pokrývá asi 21 900 km². Leží v nadmořské výšce 1608 m. Po jezeře Titicaca je to druhé největší horské jezero světa. Jezero Issyk-kul a přilehlá oblast centrálního Ťan-šanu o celkové rozloze 4 311 588 ha byly v roce 2001 zapsány na seznam biosférických rezervací UNESCO.

## Pobřeží
Pobřeží je slabě členité, hluboké zálivy jsou pouze na východě a jihovýchodě (Tjupský záliv, Džergalanský záliv, Pokrovského zátoka). Délka pobřeží je 597 km. Polovinu z toho tvoří písečné pláže, vyskytují se také jílové a oblázkové břehy.

## Vodní režim

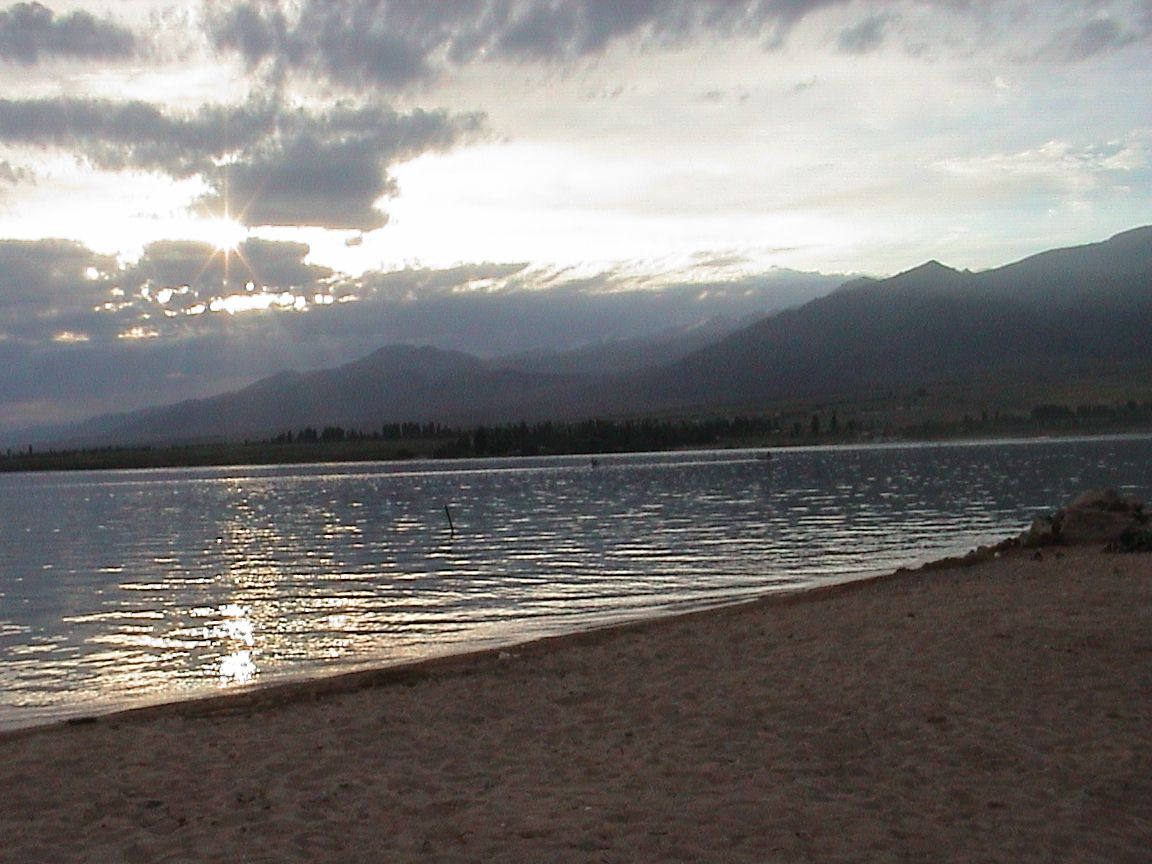
jezero při západu slunce

Do jezera ústí 50 řek, jejichž celkový roční přítok činí 3 km³. Největší jsou řeky Džergalan (střední průtok v ústí 22 m³/s) a Tjup, který se do jezera vlévá z východu. Řeka Ču, která protéká západním okrajem kotliny, není v současné době s jezerem spojená. Odtok z jezera do řeky Ču existoval pouze v letech s velkým množstvím vody, když byla hladina o 10 až 12 m výše než dnes. Poslední taková epocha byla v 17. až 18. století. Zdroj vody v řekách je smíšený, převážně sněhový, s největšími stavy na konci jara a v létě. O rozsahu změn výšky hladiny, způsobených změnami klimatu, svědčí jezerní terasy vysoké 8 až 10 m a podvodní rozvaliny vesnic v hloubce do 8 m. V průběhu posledních dvou století se hladina jezera snižuje od r. 1886 o 4 m (podle jiných zdrojů až o 7 m) s tím, že tento pokles není konstantní, ale jeho rychlost kolísá. S neotektonickým vzestupem je spojeno vytvoření vysokých teras (30 až 40 m). Klima jezerní kotliny je teplé, suché a mírné. Teplota vzduchu na pobřeží dosahuje v červenci 16 až 17 °С, v lednu na západě -2 až -3 °С, na východě -4 až -7 °С. Průměrné množství srážek je asi 250 mm (na západě 110  mm a na východě 470 mm). Odpar z povrchu jezera je 700 mm. Na západě a na východě vanou silné větry (až 30-40 m/s), které vyvolávají náhlé bouře s vlnami vysokými 3 až 4 m. Roční amplituda kolísání hladiny činí 10 až 50 cm. Vyšší úroveň je srpnu a v září, nižší v únoru a v březnu. Na západě se projevuje příliv a odliv.

## Vlastnosti vody
Teplota vody při hladině je v lednu 2 až 3 °С, v červenci a v srpnu 19 až 24 °С, v hloubce 100 m je celý rok teplota 3,5 až 4 °С. Led se objevuje pouze v zálivech v chladných zimách. Voda má modrou barvu, je průzračná do hloubky 12 m. Dosahuje slanosti 5,8 ‰ a není vhodná na pití ani na zavlažování. V zimě jezero nezamrzá i přesto, že v Issyk-kulské oblasti mohou teploty v zimních měsících klesat na -25 °C i méně.

## Historie výzkumu
První zmínka o Issyk-kulu se nachází v čínských kronikách z konce 2. století před naším letopočtem, kde se nazývá Že-Chaj, což znamená teplé moře. Vědecké studium jezera ale začalo až v 19. století ruskými vědci, především Nikolajem Prževalským, který byl na své přání pohřben na břehu Issyk-kulu.
Ruský důstojník a vědec Alexandr Golubev byl prvním evropským vědcem, který se zabýval v letech 1859 až 1864 přesným určením zeměpisných souřadnic jezera. Díky němu došlo k přesnému zanesení Issyk-kulu na mapy.
V roce 2006 na dně jezera objevila archeologická expedice Kyrgyzsko-ruské slovanské univerzity, vedená místopředsedou Akademie věd Kyrgyzstánu Vladimirem Ploskichem, neznámou starověkou civilizaci, která existovala před 2,5 tisíci lety.

## Flóra a fauna
V zálivech do hloubky 30 m je téměř souvislý porost řas parožnatek a rdestů, dno je tvořené převážně hlínou a jílem. V jezeře žije asi 20 druhů ryb. Průmyslově je rozvinuté zpracování jelců, osmanů holých, kaprů a marinek (2,5 až 4 tisíce tun za rok). V zálivech na západě jezera každoročně zimuje 20 až 50 tisíc převážně vodních ptáků (poláci, kachny, lysky a labutě).

## Využití

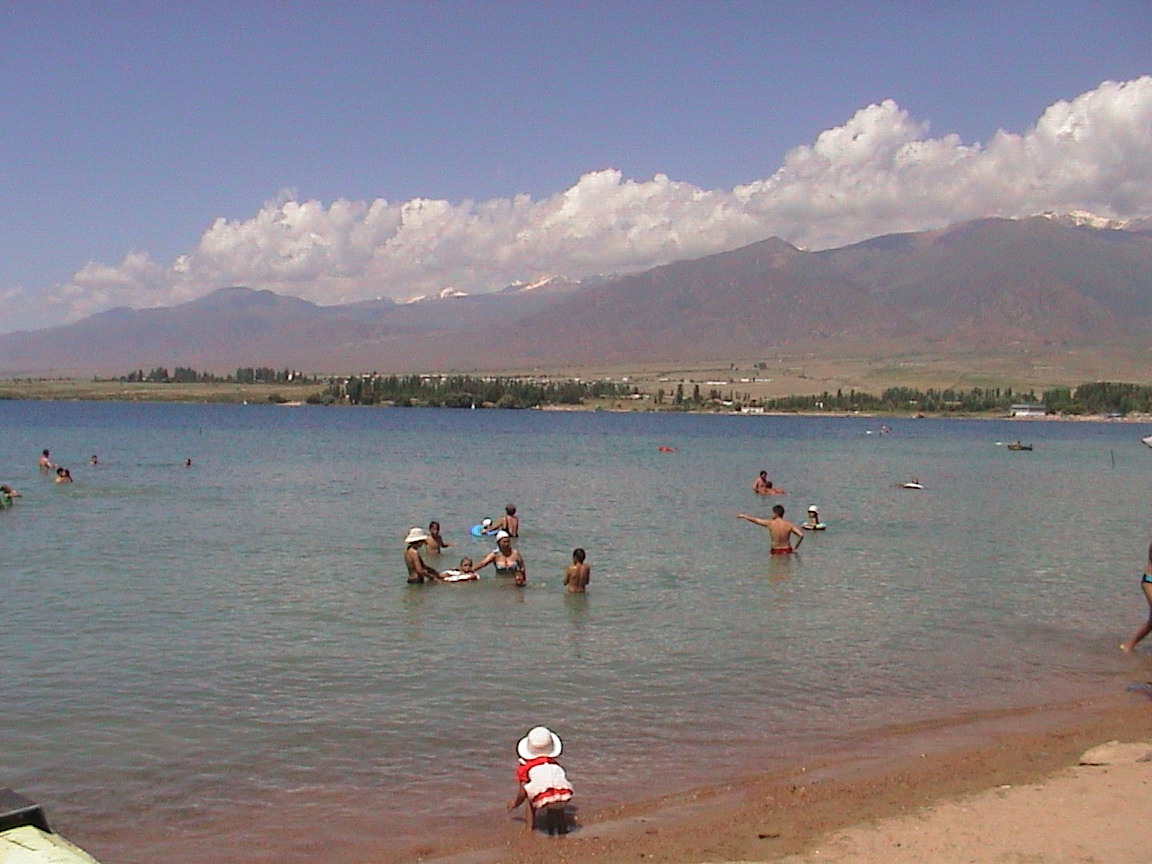
koupání u pláže

V r 1958 byla založená Issykkulská rezervace. Na jezeře je rozvinutá místní osobní i nákladní lodní doprava. Největší přístavy jsou Balykčy (Rybačje) (balyk je kyrgyzsky ryba) a Pristaň Prževalsk (Přístav Prževalsk). Poblíž druhého je mohyla a muzeum ruského cestovatele N. M. Prževalského. Množství obydlených míst se rozkládá na severním pobřeží a ve východní části kotliny. Základní obživou obyvatelstva je zemědělství (rostlinná výroba, chov skotu a sadovnictví) a v neposlední řadě také rybářství. 7 km od jezera se nachází město Karakol (bývalý Prževalsk). Na severním břehu jsou klimatické lázně Čolpon-Ata a na jižním Tamga. Po celém pobřeží se nacházejí prázdninové domy, pionýrské tábory a chaty.